# Hudsonimyia karelena
Hudsonimyia karelena är en tvåvingeart som beskrevs av Roback 1979. Hudsonimyia karelena ingår i släktet Hudsonimyia och familjen fjädermyggor. Inga underarter finns listade i Catalogue of Life.